# Удмурт Кенеш
«Всеудму́ртська асоціа́ція «Удму́рт Кене́ш» (удм. Удмурт кенеш, в перекладі з удмуртської мови «Рада удмуртів») — міжрегіональна громадська організація для самоуправління удмуртів всього світу.
Організація була створена на Всесоюзному з'їзді удмуртів в листопаді 1991 року. Має свої філіали в усіх містах та районах Удмуртії. Вищим органом є з'їзд, який скликається не рідше одного разу на 3 роки. Національні збори, які формуються з'їздом, збираються щорічно. Постійно діючий орган — виконавчий комітет, керівництво яким здійснюється президентом та двома віце-президентами.

### Діяльність
Метою організації є відродження та розвиток удмуртського народу. Асоціація займається політичними, економічними, соціальними та духовними питаннями, користується правом законодавчої ініціативи, розробляє проекти постанов та законів, розвиває та укріплює інтернаціональні зв'язки, захищає інтереси удмуртів, пропагує досягнення удмуртської культури, допомагає реалізації Закону про мови.
З самого початку своєї діяльності асоціація виступала за укріплення дружби, взаєморозуміння та співробітництво з усіма фіно-угорськими народами, за реальне посилення фіно-угорського фактора на міжнародній арені. Саме вона стала ініціатором та організатором I-го З'їзду фіно-угорських народів Росії в Іжевську 1992 року, на якому була створена Асоціація фіно-угорських народів Росії.
В грудні 1992 року за ініціативи асоціації в місті Сиктивкар пройшов I-ий Міжнародний конгрес фіно-угорських народів, на якому були прийняті Звернення до парламентів та урядів держав проживання фіно-угорських народів, Декларація про основні принципи, цілі та задачі співробітництва та Положення про Консультативний комітет фіно-угорських народів. Другий такий конгрес проходив 1996 року в Будапешті, третій — в Гельсінках 2000 року, четвертий — в Естонії 2004 року.

### Президенти
- М. І. Шишкін (1991—1993)
- Яшина Роза Іванівна (1993—1994)
- І. Г. Гришкін (1994—1996)
- В. А. Осіпов (1996—1997)
- В. К. Тубилов (1997—2009)
- Мусалімов Микола Миколайович (2009—2012)
- Игорь Семенов (2012—2016) [1]
- Ишматова Татьяна Витальевна (2016) [2]

### Критика
У 2019 році удмуртський науковець і активіст Разін Альберт Олексійович загинув внаслідок самоспалення, яке він вчинив після одиночного пікету на захист рідної мови. Пан Разін був одним із засновників Удмурт Кенешу, але вийшов з його складу, оскільки вважав що організація стала формальною і провладною структурою і що вона недостатньо прикладає зусиль до захисту інтересів удмуртів. Цієї ж точки зору дотримуються й інші удмуртські активісти, зокрема Шкляєв Олексій Петрович. Точка зору про провладність організації підтверджує той факт, що Татьяна Ишматова, президент асоціації у 2019 році, є членом партії Единая Россия. 